# Sabicea mattogrossensis
Sabicea mattogrossensis är en måreväxtart som beskrevs av Herbert Fuller Wernham. Sabicea mattogrossensis ingår i släktet Sabicea och familjen måreväxter. Inga underarter finns listade i Catalogue of Life.